# Panurgus
Genre
Panurgus est un genre d'abeilles de la famille des Andrenidae.

## Quelques-unes des espèces présentes en Europe
- Panurginus annulipes (Lucas 1846)
- Panurgus arctos (Erichson 1806)
- Panurgus banksianus (Kirby 1802)
- Panurgus buteus Warncke 1972
- Panurgus calcaratus (Scopoli 1763)
- Panurgus canarius Warncke 1972
- Panurgus canescens Latreille 1811
- Panurgus canohirtus Friese 1922
- Panurgus catulus Warncke 1972
- Panurgus cavannae Gribodo 1880
- Panurgus cephalotes Latreille 1811
- Panurgus corsicus Warncke 1972
- Panurgus dargius Warncke 1972
- Panurgus dentatus Friese 1901
- Panurgus dentipes Latreille 1811
- Flavipanurgus flavus Friese 1897
- Camptopoeum friesei Mocsary 1894
- Camptopoeum frontale Fabricius 1804
- Flavipanurgus fuzetus Patiny 1999
- Flavipanurgus granadensis Warncke 1987
- Flavipanurgus ibericus Warncke 1972
- Flavipanurgus merceti Vachal 1910
- Camptopoeum nasutus Spinola 1838
- Panurgus perezi Saunders 1882
- Simpanurgus phyllopodus Warncke 1972
- Clavipanurgus sculpturatus Morawitz 1872
- Panurgus siculus Morawitz 1872
- Panurgus soikai Pittioni 1950
- Camptopoeum variegatus Morawitz 1876
- Flavipanurgus venustus Erichson 1835